# جيك أوبراين
جيك أوبراين (3 يونيو 1989 في الولايات المتحدة - ) (بالإنجليزية: Jake O'Brien)‏ هو لاعب كرة سلة أمريكي في مركز هجوم قوي الجسم.

## وصلات خارجية
- جيك أوبراين على موقع كرة السلة الأوروبية.كوم (الإنجليزية)
- جيك أوبراين على موقع كلية كرة السلة في سبورتس رفرنس.كوم (الإنجليزية)
- جيك أوبراين على موقع ريلجم (الإنجليزية)
- جيك أوبراين على موقع بروبوليرز (الإنجليزية)
- جيك أوبراين على موقع سبورتس رفرنس (الإنجليزية)
- جيك أوبراين على موقع سبورتس رفرنس (الإنجليزية)